# Schliff (Mikroskopie)

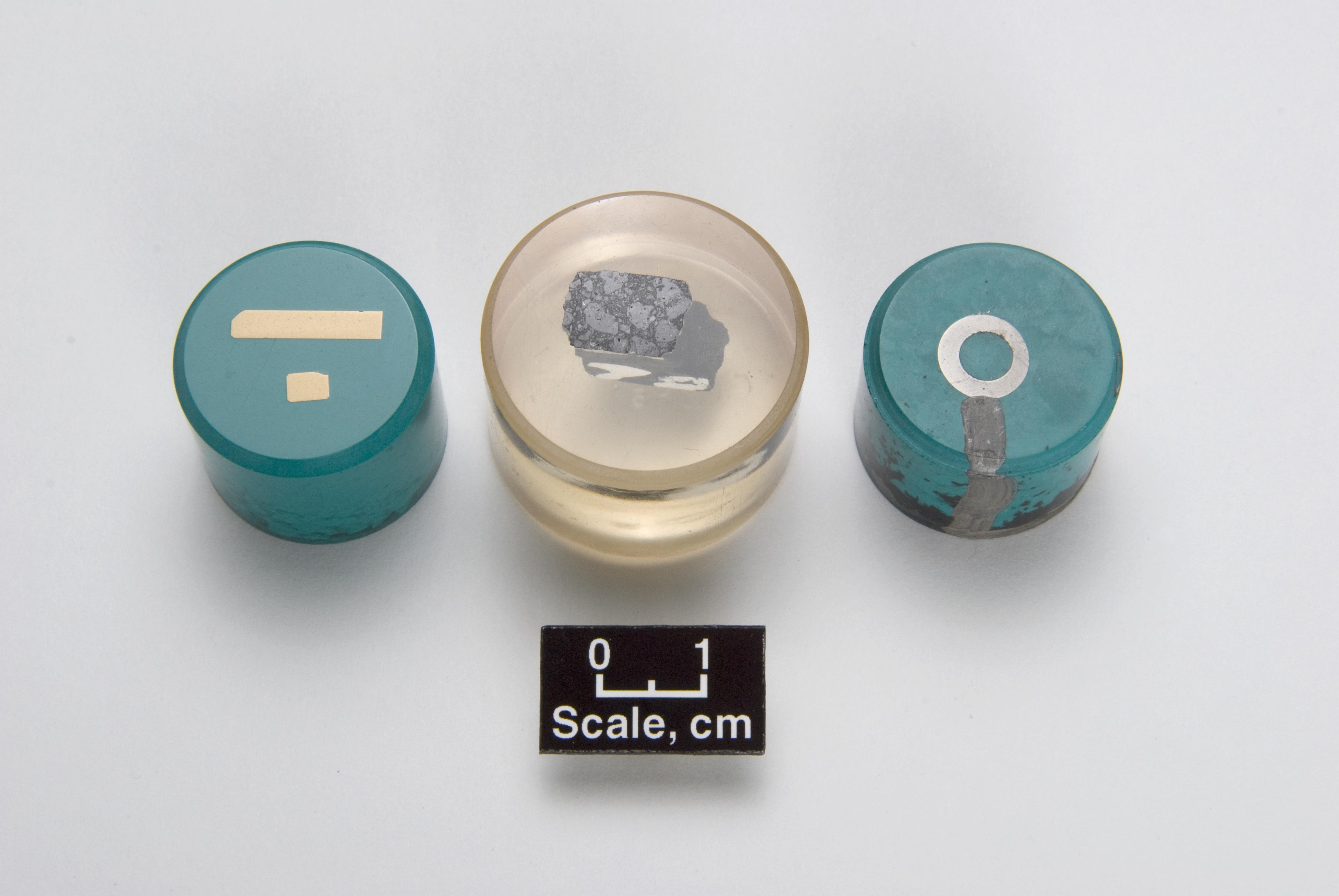
Fertig präparierte Schliffe mit eingebetteten Proben unterschiedlicher Werkstoffe

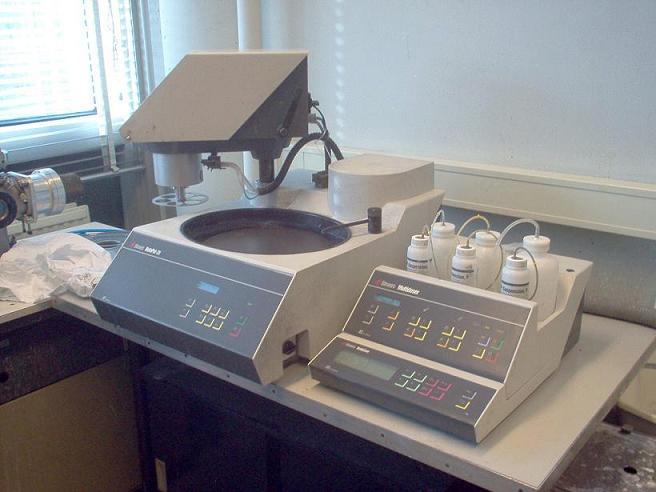
Maschine zur Herstellung von Schliffen. Runde Bogen aus Schleifpapier werden eingespannt und die zu präparierenden Schliffe werden in einem Probenhalter (im Foto links) bearbeitet.

Bei einem Schliff handelt es sich um eine Laborprobe zur genaueren Begutachtung von Werkstoffeigenschaften. Die Herstellung von Schliffen gehört damit zur zerstörenden Werkstoffprüfung.
Oftmals müssen die Werkstoffeigenschaften von Bauteilen überprüft werden, um z. B. die Schadensursache bei Bauteilausfällen zu ermitteln oder die Bearbeitungsverfahren in der Fertigung zu kontrollieren. Dazu werden aus den zu untersuchenden Bauteilen entsprechende Probestücke herausgetrennt – unter Zerstörung des Bauteils – und diese dann geschliffen, geläppt und poliert. Oftmals werden die kleineren Proben zur besseren Handhabbarkeit noch eingebettet in Kunststoffträger. Dies verbessert meist auch die Güte des Schliffes deutlich. Für das Einbetten stehen hier das Kalteinbetten für wärmeempfindliche Proben, also dem Eingießen der in eine Form gelegten Probe in Epoxidharz, und das Warmeinbetten zur Verfügung, bei dem die Probe maschinell unter Anwendung von Druck und Temperatur in aufschmelzendes Thermoplastgranulat eingebettet wird.
Beispiele für die Erstellung von Schliffen:
- Untersuchung des Gefüges von Werkstoffen, Gesteinen und Mineralien mit dem Mikroskop
- Feststellen der korrekten Wärmebehandlung mittels Härteprüfung, vor allem bei Randschichthärteverfahren.
- Ermittlung des Reinheitsgrades von metallischen Werkstoffen
- Vermessen von beweglichen Teilen, die durch die Einbettung fixiert werden, z. B. dünnste Dichtlippen von Gummidichtungen im Querschliff